# Demolição (Dennis Dunphy)
Demolição (Demolitin Man) é um personagem de histórias em quadrinhos da Marvel Comics, aparecendo pela primeira vez como Dennis "Demolition" Dunphy em The Thing #28 (1985), e depois como Demolição (Demolition Man) em Capitão América #328 (1987).

## História
Dennis Dunphy é um ex-lutador da Federação de Luta Livre sem Limite, que recebeu seu superpoderes do processo Power Broker. Após o fim da Federação, Dunphy decidiu se tornar um super-herói, e desenhou um traje que misturava as roupas do Demolidor e do Wolverine. Tinha iniciado um treinamento com o Capitão América. Ele também era o protetor da colônia de moradores de rua que vivem nos esgotos, chamado Zerotown. Demolição afirmou que o "Cósmico Mestre dos Jogos" ordenou-lhe para encontrar as Gemas do Infinito, mas devido à problemas mentais ele começou a roubar jóias. Recentemente, Dennis se curou e se juntou ao lado anti-registro, na Guerra Civil,Atualmente foi piloto do capitão américa Sam Wilson
No passado foi membro temporário nos Vingadores a pedido do Capitão América.

## Poderes e habilidades
Força e resistência sobre-humanas devido ao processo Power Broker, no entanto, é limitada devido a um problema cardíaco. Ele também é treinado em Luta Livre.